# Sybase iAnywhere
Sybase iAnywhere, è una filiale di Sybase (NYSE: SY). È una società specializzata in mobile computing e software di gestione e sicurezza di database aziendali.
SQL Anywhere, ex SQL Anywhere Studio o Adaptive Server Anywhere (ASA) è spesso sinonimo con il nome di Sybase iAnywhere, giacché è lo RDBMS di bandiera della società.